# Madison County (Montana)
Madison County is een county in de Amerikaanse staat Montana.
De county heeft een landoppervlakte van 9.289 km² en telt 6.851 inwoners (volkstelling 2000). De hoofdplaats is Virginia City.